# شورابه علیا
شورابه عليا روستایی در ولسوالی فیروز کوه از ولایت غور در کشور افغانستان است.